# ひぐらしのなく頃に解 皆殺し編
『ひぐらしのなく頃に解 皆殺し編』（ひぐらしのなくころにかい みなごろしへん）は、同人サークルである07th Expansionが製作した同人ゲーム『ひぐらしのなく頃に』の第7話目の表題。「解答編」としては第3話目。

## 概要
サブタイトルは「～最期の真実～」
本作品では、出題編3作の主人公である前原圭一とミステリアスな雰囲気を漂わせながらも今まで謎だらけだった「暇潰し編」のヒロイン・古手梨花を中心に話が展開する。また、羽入が初登場する。初めて選択肢が出てくるがストーリー展開に影響はしない。
過去6作品の全てに繋がる重要な内容が数多く含まれており、梨花が誰に殺されるか、今までの連続怪死事件などの真相の多くが語られることとなる。
PS2版「祭」に「第捌章・皆殺し編」として収録。DS版「絆・第三巻」に収録。

## ストーリー
綿流しの実行委員に推薦され、叩き売りオークションの司会を任された圭一。一度は渋るものの、最終的に委員を引き受け張り切って準備に当たる。ところが、それに前後してしばらく行方をくらましていた北条沙都子の叔父・鉄平が帰って来てしまう。鉄平が過去に沙都子を執拗に虐待していたことを知る圭一と部活メンバーは、沙都子を助けたい一心で東奔西走する。
一方とある少女は、圭一が起こりうるはずの無い奇跡を起こし、惨劇の要因の一つであるルールX（疑心暗鬼による暴走）を打ち破り（罪滅し編）、また決まっていると思い込んでいた小さな運命の一つをあっさり覆したこと、惨劇打破に希望を見出す。
ところが「鉄平の帰還」という、いままで決して覆ることの無かった最悪の運命に直面し絶望してしまう。
はたして、この悪夢のような運命から逃れることができるのだろうか……

## 登場人物
- 以下の人物は個別項目を参照。
  - 古手梨花
  - 前原圭一
  - 北条沙都子
  - 竜宮レナ
  - 園崎魅音
  - 園崎詩音
  - 羽入

## 用語
ルールX・Y・Z
「ひぐらしのなく頃に」の舞台となる昭和58年6月の雛見沢に渦巻いている法則。ルールX（疑心暗鬼による暴走）、ルールY（強い意志と目的をもって行われる梨花殺害と雛見沢大災害）、ルールZ（雛見沢の「オヤシロさまの祟り」を容認する土壌）の3つから構成されている。それぞれのルールは完全独立はしておらず、それぞれ絡み合っているために互いに干渉し合っている。これら全てを打ち破り、誰一人仲間が欠けることなく死の運命から逃れるのが最大の目的。
東京（とうきょう）
日本に存在する秘密結社。日本を戦前の状態に戻すことを目的としたいわゆる右翼派閥の一種で、中央政界と極めて太いパイプを持ち、自衛隊の極秘部隊をも「組織の実動部隊」として擁して（私物化して）いる。雛見沢にも東京の人間が数人紛れ込んでいる。
山狗（やまいぬ）
東京に属する部隊の一つ。本来は、毒ガス戦の研究を名目として極秘裏に設立された自衛隊の特殊部隊で、正式な名称は「第733装備実験中隊」である模様。機密保持を専門とし、雛見沢においては主に荒事を片付けることを仕事としている。現在女王感染者の警護を任されており、雛見沢の一市民として溶け込んでいる。
緊急マニュアル34号（きんきゅうマニュアル34ごう）
祟殺し編などに出てくる東京内部の機密マニュアル。このマニュアルによって発動される滅菌作戦が、雛見沢大災害の真相である。このマニュアルは、東京内部に存在する過激派の作戦の鍵であると同時に、圭一たち部活メンバーが最後の障害であるルールYを打ち破る上でも重要な要素の一つである。

## 漫画
スクウェア・エニックス刊『月刊Gファンタジー』で2008年7月号から2010年7月号まで連載された。
作画・桃山ひなせ。
1. ISBN 978-4-7575-2450-7 2009年1月22日初版発行
2. ISBN 978-4-7575-2588-7 2009年6月22日初版発行
3. ISBN 978-4-7575-2662-4 2009年8月27日初版発行
4. ISBN 978-4-7575-2762-1 2009年12月22日初版発行
5. ISBN 978-4-7575-2853-6 2010年4月22日初版発行
6. ISBN 978-4-7575-2971-7 2010年8月21日初版発行

## アニメ
第2期「ひぐらしのなく頃に解」第6 - 13話。
- 第6話 皆殺し編 其の壱 迷路の法則
- 第7話 皆殺し編 其の弐 運命の変え方
- 第8話 皆殺し編 其の参 揺らぎ
- 第9話 皆殺し編 其の四 交渉
- 第10話 皆殺し編 其の伍 対決
- 第11話 皆殺し編 其の六 強い意志
- 第12話 皆殺し編 其の七 雛見沢症候群[1]
- 第13話 皆殺し編 其の八 終末[2]

放送局によっては2007年9月に起きた京都16歳父親殺害事件に始まる凶器を使った傷害事件が続いたため、皆殺し編で放送が打ち切られる。その打開策として第12話よりアニメイトTVでの無料配信が決定した。

## ドラマCD
発売/販売：HOBiRECORDS。
- 2011年1月28日発売 HBDC-087/HBDC-088

## 小説
著者：竜騎士07　イラスト：ともひ
- 講談社BOX版
  - ひぐらしのなく頃に解 第三話 〜皆殺し編〜（上） ISBN 978-4-06-283677-7
  - ひぐらしのなく頃に解 第三話 〜皆殺し編〜（下） ISBN 978-4-06-283680-7

- 星海社文庫版
- ひぐらしのなく頃に解 第三話 〜皆殺し編〜（上） ISBN 978-4-06-138924-3
- ひぐらしのなく頃に解 第三話 〜皆殺し編〜（下） ISBN 978-4-06-138927-4